# Mowbray (Kapstadt)
Mowbray ist ein südöstlicher Wohnvorort von Kapstadt und liegt am Fuß des zum Tafelberg-Massiv gehörenden Devil’s Peak. Mowbray ist Teil der Metropolgemeinde City of Cape Town.

## Lage

### Geografie
Der Stadtteil befindet sich an der Ostflanke des Tafelbergkomplexes zwischen den benachbarten Stadtteilen Observatory und Rosebank. Die Ortslage wird von zwei Fließgewässern tangiert. Das sind der  Liesbeek River, aus dem Boschenheuvel Arboretum neben Kirstenbosch kommend sowie der Black River aus Richtung Gugulethu.
Das Gebiet von Mowbray erstreckt sich in östliche Richtung über den Black River hinweg, wo die von Grünzonen beherrschte Tallage von dem großen Autobahnkreuz Black River Interchange der N2 mit der M5 eingenommen wird und sich am rechten Ufer zwischen der N2 und der Nahverkehrsstrecke Cape Flats Line der Mowbray Golf Club an der Grenze zu Pinelands anschließt. Jenseits des Wasserlaufs, nordöstlich dieser S-Bahn-Strecke gehört noch ein Grünareal mit kleinen Wasserflächen zu Mowbray.

### Umgebung
| Observatory                    | Observatory, Maitland Garden Village        | Pinelands             |
| Tafelberg                      | Kompassrose, die auf Nachbargemeinden zeigt | Kewtown, Langa        |
| Universität Kapstadt, Rosebank | Rosebank                                    | Hazendal, Sybrandpark |

## Geschichte
Die von fruchtbaren Verhältnissen gekennzeichnete Gegend beidseits des Lieesbek River zählte vor der Ankunft der holländischen Händler am Kap zu den bevorzugten Gebieten der Wanderweidewirtschaft der Khoikhoi. Schließlich erregte dieses Land das Interesse ehemaliger VOC-Angestellter, die nach Beendigung ihrer Verträge nicht nach Europa zurückkehren wollten und eigenes Land benötigten. Im Jahre 1659 kam es hier zu Kämpfen zwischen den indigenen Bewohnern und den europäischen Einwanderern.
Die erste um 1853 gegründete Ansiedlung wurde Drie Koppen genannt. Dieser niederländische Name bedeutet „Drei Köpfe“ und bezieht sich auf die Hinrichtung von drei Aufständischen im Jahre 1724. An einer Straßenkreuzung waren deren Köpfe auf Pfählen zur Abschreckung aufgestellt. Der Lieesbek River wirkte einige Zeit als natürliche Grenze zwischen den Interessenssphären der Khoikhoi und den europäischen Farmern. Das Land entlang des Flusslaufes bot ideale Bedingungen für die landwirtschaftliche Nutzung durch beide Bevölkerungsgruppen. Daher errichtete man entlang dieser Linie einige kleine Forts. Die hier gegründeten Liesbeek Farms befassten sich hauptsächlich mit dem Anbau von Getreide und versorgten in der vorindustriellen Periode die auf ihren Fernreisen in Kapstadt eintreffenden Schiffe sowie die ansässige Bevölkerung mit Nahrungsgütern aus dem Weizenanbau. Daher existierten hier auch Getreidespeicher und die erforderliche Weiterverarbeitung der Ernteprodukte.
Der Ortsname Mowbray ist erstmals für 1823 nachgewiesen und wurde nach allgemeiner Annahme von einer englischstämmigen Eigentümerfamilie der Farm Welgelegen beeinflusst, die aus Melton Mowbray stammte.
Ältere Bauten im viktorianischen Stil (1837 bis 1901), teilweise in terrassierten Gartenanlagen gelegen, tragen zum historischen Siedlungsbild signifikant bei. Im April 2021 bedrohte ein Flächenbrand an den Hängen des Devil’s Peak den Stadtteil und benachbarte Areale. Er richtete besonders an zwei Nationaldenkmalen großen Schaden an.

## Bevölkerung
Gemäß der Volkszählung von 2011 lebten hier auf einer Fläche von 2,76 km² etwa 4726 Einwohner in 1621 Haushalten, davon bezeichneten sich 36 Prozent als „White“, 44 Prozent als „Black“, 11 Prozent Coloured, 4 Prozent Asiaten und 4 Prozent als Andere. Neben ansässigen Südafrikanern leben hier wegen des benachbarten Universitätscampus zahlreiche Studenten in größeren Unterkünften der Universität Kapstadt (UCT), wie Forest Hill. Mowbray ist dafür bekannt, dass besonders Nordafrikaner und Flüchtlingsgemeinschaften die Einwohnerschaft zyklisch und entlang der Main Road mitprägen. Der Campus der Universität Kapstadt im benachbarten Stadtteil Rondebosch übt demographisch und für die Beschäftigungsstruktur einen erheblichen Einfluss aus.

## Wirtschaft, Öffentlicher Sektor und Bildung
Die Wirtschaft des Stadtteils ist überwiegend von kleinteiligen Gewerbestrukturen geprägt, die in Form von zahlreichen Handels- und Dienstleistungsbetrieben vertreten sind. Zu den größeren Arbeitgebern zählen Einrichtungen wie das Mowbray Maternity Hospital, die Rhodes High School. Zur Cape Peninsula University of Technology gehört ihr Mowbray Campus, der die Education and Social Sciences Faculty umfasst.
Die National Geo-spatial Information (NGI) als Behörde des Department of Rural Development and Land Reform (DRDLR) hat seinen Dienstsitz im Van der Sterr Building. Sie ist die nationale Institution der südafrikanischen Landesvermessung (Land Survey Act 8 of 1997). Im Dienstgebäude der NGI befindet sich ein Museum zur Entwicklung der Landvermessung und Kartographie in Südafrika. Die Vorgängerinstitution in der Südafrikanischen Union war das 1920 unter Leitung von Willem Cornelius van der Sterr gegründete Trigonometrical Survey Office. Es befand sich früher in der Parliament Street von Kapstadt und zog 1929 nach Mowbray.
Die Rhodes High School ist eine Bildungseinrichtung für den Schulabschluss mit einem Matric. Sie entstand 1978 aus der Fusion zweier älterer Schuleinrichtungen, der Observatory Boys High (1895 gegründet) und der Observatory Girls High (1903 gegründet). Die Rhodes High School ist in der Lage, ausländische Schüler aufzunehmen; hier gab und gibt es neben der einheimischen Schülerschaft auch Lernende aus der Demokratischen Republik Kongo, Deutschland und Frankreich. Dabei widmet man sich mit einem Spezialprogramm jenen Schülern, die bei Schuleintritt nur über geringe Englischkenntnisse verfügen. Das schulische Profil gründet sich auf die Fächer Mathematik, allgemeine Naturwissenschaften und speziell Biologie. Auf dem Gebiet des Informatikunterrichts gibt es zudem eine angebotsorientierte Zusammenarbeit mit benachbarten Schulen, wie die Pinelands High, Camps Bay High und St. Georges Grammar School.
Ferner gibt es in Mowbray die Thandokhulu High School, eine 1990 erfolgte Schulgründung in Khayelitsha. Das schulische Angebot richtet sich speziell an Gemeinschaften mit sozioökonomischem Entwicklungsbedarf. Daher kommen die Schüler auch aus mehr oder weniger entfernten Stadtteilen, wie Fish Hoek, Gugulethu, Hout Bay, Khayelitsha, Langa und Milnerton.

## Verkehr
Das Territorium von Mowbray durchlaufen wichtige Verkehrsrouten. Im oberen Teil, am Hang des Devil’s Peak, zieht sich das Rhodes Drive (M3) entlang und markiert hier die Bebauungsgrenze zum Außenbereich. Entlang der innerstädtischen Verwaltungsgrenze zum westlich gelegenen Stadtteil Observatory zweigt von der M3 die bis nach KwaZulu-Natal verlaufende Nationalstraße N2 ab, hier als Settlers Way bezeichnet. Weiter östlich und in fast paralleler Richtung zum Rhodes Drive durchqueren die Main Road und die S-Bahn-Strecke von Metrorail Western Cape (Southern Line nach Simon’s Town) die Ortslage. Letztere besitzt hier einen Bahnhof. Weiter östlich verläuft in leichten Windungen der Liesbeek Parkway (M57), eine innerstädtische Schnellstraße vom Hafengebiet bis in den Stadtteil Claremont. Die Cape Flats Line der S-Bahn-Verbindung von und nach Simon’s Town quert lediglich das Gebiet von Mowbray ohne einen Haltepunkt. Ferner tangiert die vom Kreuz Interchange Koeberg heranführende innerstädtische Autobahn M5 als Kromboom Parkway das östliche Territorium von Mowbray und verläuft bis zur False Bay in den Süden der Metropolgemeinde City of Cape Town.

## Sehenswürdigkeiten
- Mostert’s Mill, ein südafrikanisches Nationaldenkmal
- Farmwohnhaus Welgelegen im kapholländischen Stil
- St Peter’s Church[12]
- St Peter’s Cemetery mit historischen Grabmalen
- In der Queen Street gibt es eine Moschee.[13]
- Oberhalb des Siedlungsbereiches liegt am Berghang das Rhodes Memorial (Rhodes-Denkmal).
- Museum der National Geo-spatial Information zur Geschichte der Landesvermessung.[14]

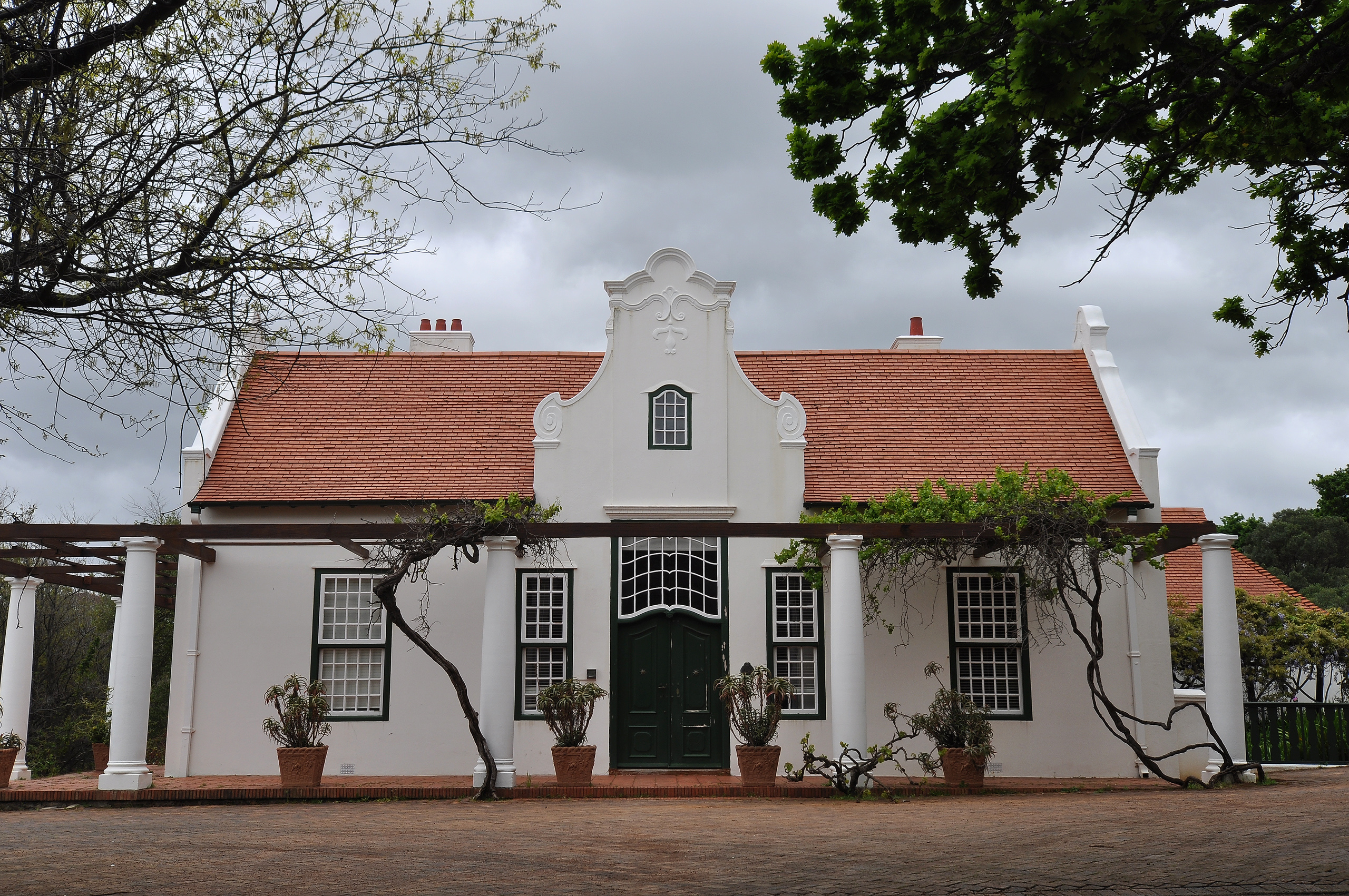
Farmwohnhaus Welgelegen
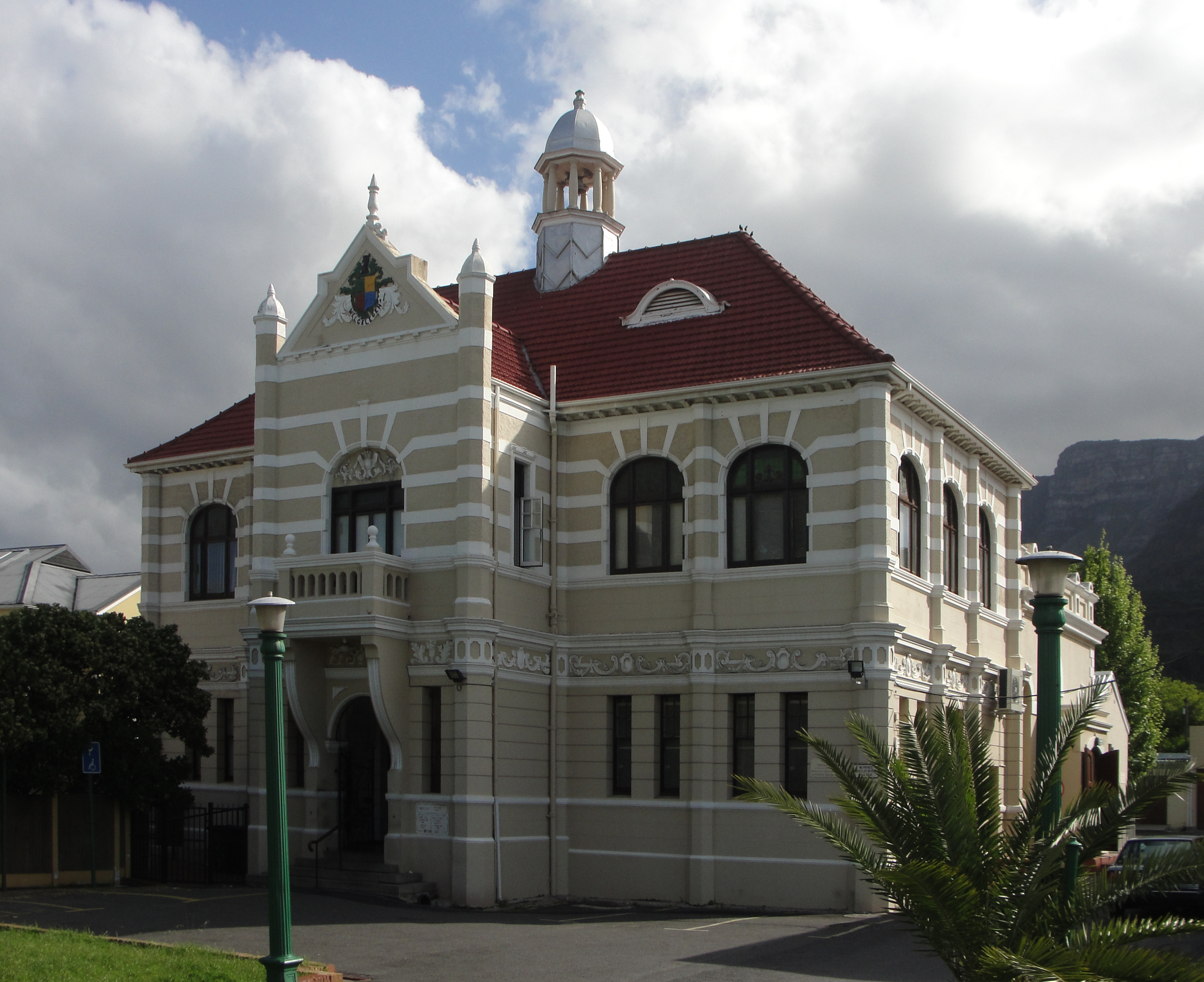
Rathaus Mowbray
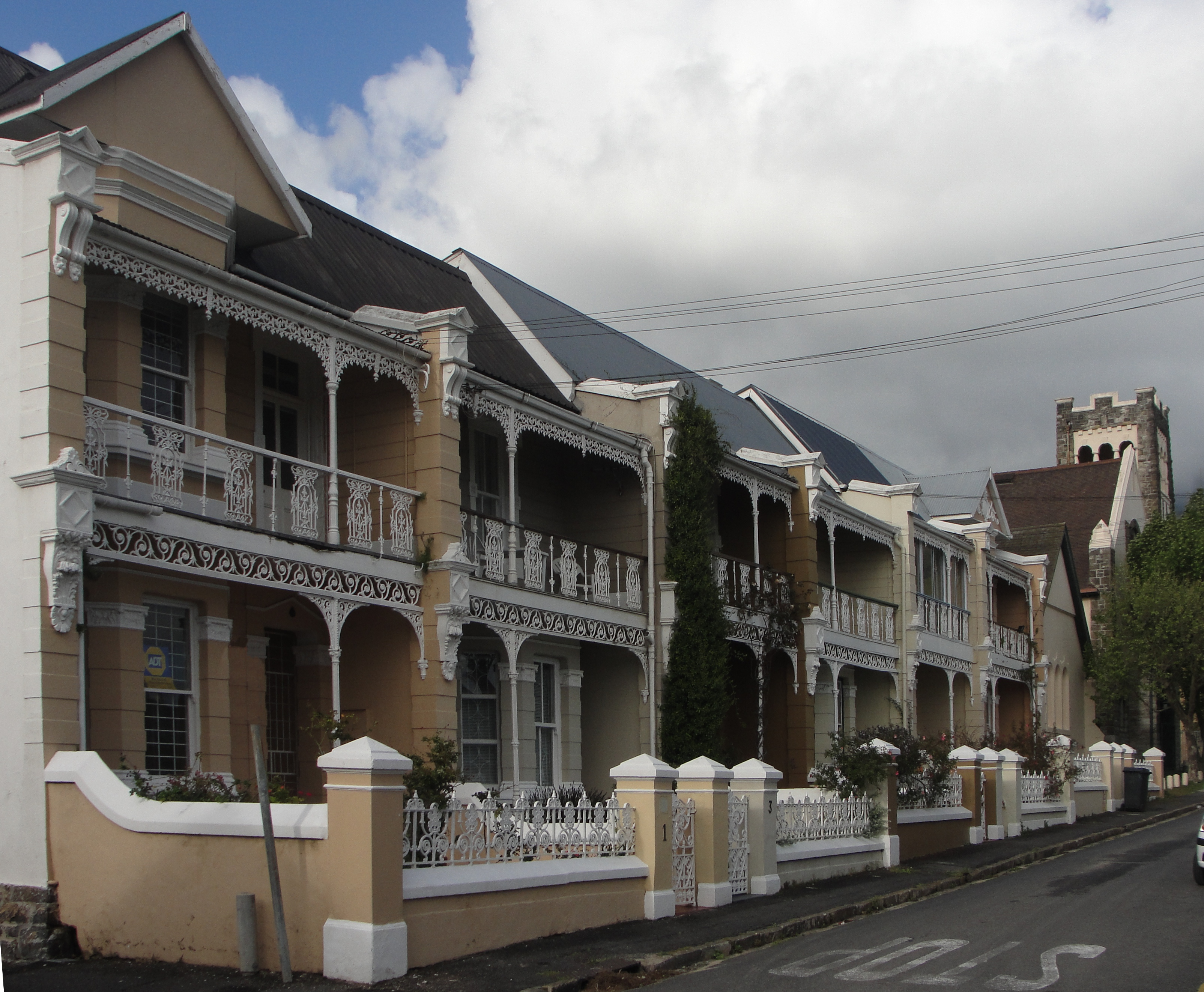
Wohnhauszeile in der Albert Street
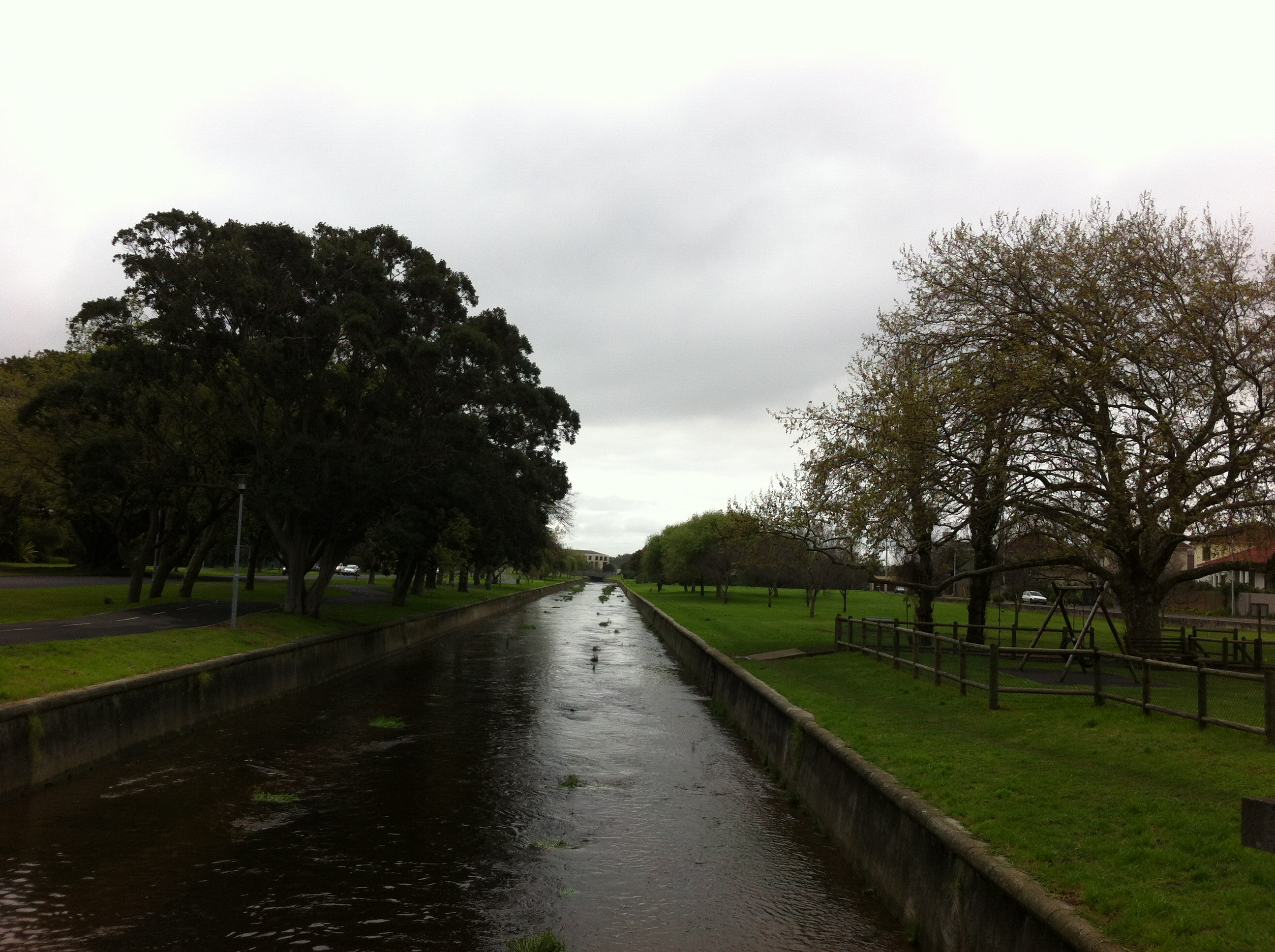
Der Liesbeek River in Rosebank mit Blick nach Mowbray zur Durban Road

## Persönlichkeiten in Mowbray
- John Phillip Harison Acocks (1911–1979), Botaniker
- Dorothea Bleek (1873–1948), südafrikanische Philologin; forschte über Khoisansprachen
- Lucy Lloyd (1834–1914), lebte und starb in Mowbray; betrieb ethnologische Studien in der Khoisan-Bevölkerung
- Antonie Eduard Loubser (* 1935), südafrikanischer und später monegassischer Diplomat